# Pseudosynarmostes perrieri
Pseudosynarmostes perrieri är en skalbaggsart som beskrevs av Leon Fairmaire 1898. Pseudosynarmostes perrieri ingår i släktet Pseudosynarmostes och familjen Hybosoridae. Inga underarter finns listade i Catalogue of Life.